# Граф де Тревиньо

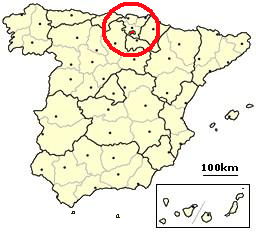
Расположение графства Тревиньо, провинция Бургос, Кастилия и Леон, Испания.

Графство Тревиньо, провинция Бургос, расположенное в центре провинции Алава.

Граф де Тревиньо — испанский дворянский титул. Он был создан 3 ноября 1453 года королем Кастилии Хуаном II для Диего Гомеса Манрике де Лары и Кастилии, 9-го сеньора де Амуско (1409—1458), сына Педро Манрике де Лара и Мендоса, 8-го сеньора де Амуско (1381—1440), и Леонор Кастильской и Альбукерке (1393—1470).
Название графского титула происходит от названия анклава Тревиньо, в провинции Бургос, автономное сообщество Кастилия и Леон. Тревиньо был основан в 1161 году королем Наварры Санчо VI Мудрым, а после 1200 года принадлежал Кастильскому королевству.

## Графы де Тревиньо
|                                            | Титул                                             | Период                                     |
| Креация создана королем Кастилии Хуаном II | Креация создана королем Кастилии Хуаном II        | Креация создана королем Кастилии Хуаном II |
| ------------------------------------------ | ------------------------------------------------- | ------------------------------------------ |
| 1-й                                        | Диего Гомес Манрике де Лара и Кастилия            | 1453-1458                                  |
| 2-й                                        | Педро Манрике де Лара и Сандоваль                 | 1458-1515                                  |
| 3-й                                        | Антонио Манрике де Лара                           | 1515-1535                                  |
| 4-й                                        | Хуан Эстебан Манрике де Лара                      | 1535-1558                                  |
| 5-й                                        | Мануэль Манрике де Лара                           | 1558-1590                                  |
| 6-й                                        | Хуан Манрике де Лара                              | 1590-1598                                  |
| 7-я                                        | Луиза Манрике де Лара                             | 1598-1627                                  |
| 8-й                                        | Хорхе де Карденас Манрике                         | 1627-1644                                  |
| 9-й                                        | Хайме Мануэль Манрике де Карденас                 | 1644-1652                                  |
| 10-й                                       | Франсиско Мария Манрике де Карденас               | 1652-1656                                  |
| 11-я                                       | Тереза Антония Манрике де Лара и Мендоса          | 1656-1657                                  |
| 12-й                                       | Антонио Манрике де Лара Мендоса Веласко и Акунья  | 1657-1676                                  |
| 13-й                                       | Франсиско Мигель Манрике де Веласко               | 1676-1678                                  |
| 14-я                                       | Николаса Манрике де Мендоса                       | 1678-1709                                  |
| 15-я                                       | Анна Мануэла Синфроса Манрике де Гевара и Веласко | 1709-1730                                  |
| 16-й                                       | Хоакин Мария Портокарреро и Манрике де Гевара     | 1730-1731                                  |
| 17-й                                       | Диего Исидро де Гусман и де ла Серда              | -1849                                      |
| 18-й                                       | Хуан де Гусман и Кабальеро                        | 1849-1891                                  |
| 19-я                                       | Мария дель Пилар де Гусман и де ла Серда          | 1891-1901                                  |
| 20-й                                       | Хуан де Забала и Гусман                           | 1901-1910                                  |
| 21-я                                       | Мария дель Пилар де Забала и Гусман               | 1910-1915                                  |
| 22-я                                       | Мария дель Пилар Гарсия Санчо и Забала            | 1915-1916                                  |
| 23-й                                       | Хуан Баутиста Травеседо и Гарсия Санчо            | 1916-1965                                  |
| 24-й                                       | Хуан Травеседо и Мартинес де ла Ривас             | 1965-1993                                  |
| 25-й                                       | Хуан Травеседо и Колон де Карвахаль               | 1993-2003                                  |
| 26-й                                       | Игнасио Травеседо и Хулия                         | 2003 — настоящее время                     |

## История графов де Тревиньо

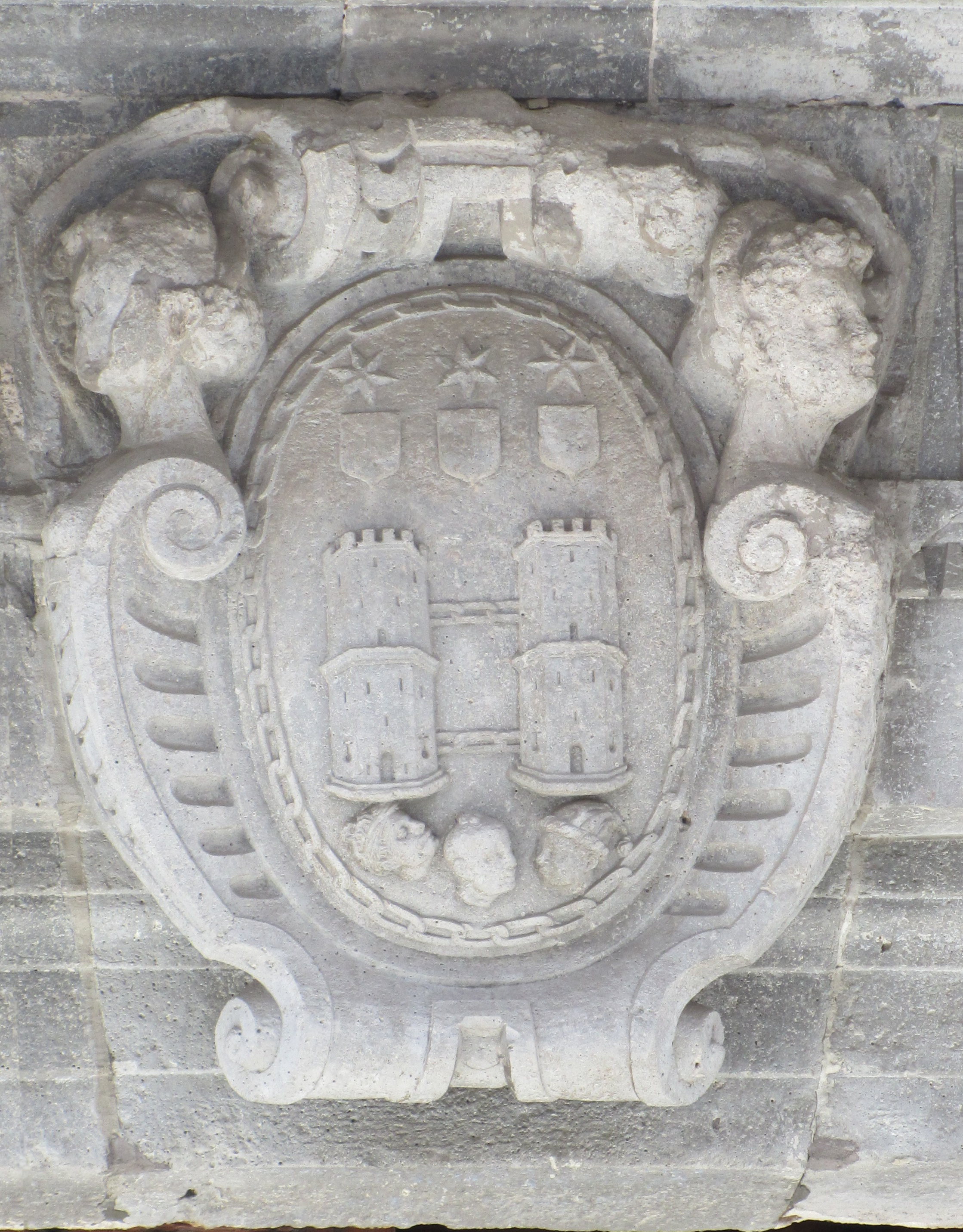
Герб Тревиньо (XVI век) в Сьюдад-Реаль

- Диего Гомес Манрике де Лара и Кастилия (1409—1458), 1-й граф де Тревиньо, 9-й сеньор де Амуско. Сын Педро Манрике де Лара и Мендоса (1381—1440), и Леонор Кастильской (1393—1470)

1. Супруга — Мария де Сандоваль, дочь 1-го графа де Кастро и 1-го графа де Дения.

- Педро Манрике де Лара и Сандоваль (ок. 1443—1515), 2-й граф де Тревиньо, 1-й герцог де Нахера, 10-й сеньор де Амуско, старший сын предыдущего

1. Супруга — Гиомар де Кастро, дочь Альваро де Кастро, 1-го графа де Монсанто. У него было 20 законных и 10 внебрачных детей. Ему наследовал его сын:

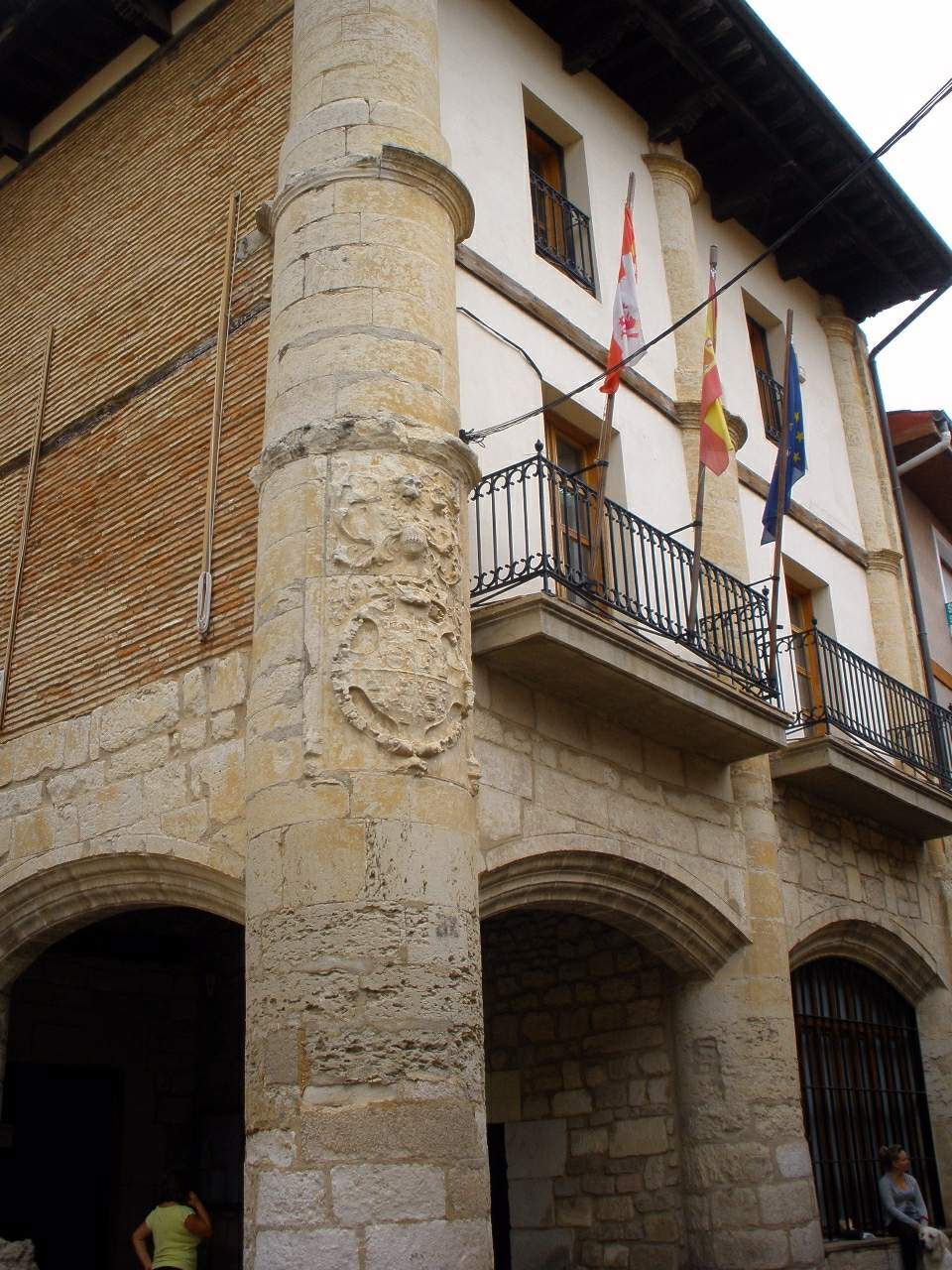
Дворец графов де Тревиньо в Тревиньо. В настоящее время здание является резиденцией городского совета графства Тревиньо

- Антонио Манрике де Лара (ок. 1466—1535), 3-й граф де Тревиньо, 2-й герцог де Нахера, 11-й сеньор де Амуско.

1. Супруга — Хуана Фольк де Кардона и Энрикес (? — 1547), дочь Хуана Рамона Фолька де Кардоны, 1-го герцога де Кардона, 1-го маркиза де Пальярс, 6-го графа де Прадес, виконта де Вилламур и барона де Энтенса. Ему наследовал их сын:

- Хуан Эстебан Манрике де Лара (1504—1558), 4-й граф де Тревиньо, 3-й герцог де Нахера, 12-й сеньор де Амуско.

1. Супруга — Луиза Мануэль де Акунья и Португаль, 5-я графиня де Валенсия-де-Дон-Хуан. Ему наследовал их сын:

- Педро Мануэль Манрике де Лара и Акунья (1553—1600), 5-й граф де Тревиньо, 4-й герцог де Нахера, 6-й граф де Валенсия-де-Дон-Хуан, 13-й сеньор де Амуско

1. Супруга — Магделана Хирон де ла Куэва, дочь Хуана Тельес-Хирона, 4-го графа де Уренья.

- Хуан Мануэль Манрике де Лара, 6-й граф де Тревиньо, сын предыдущего

1. Супруга — Мария де Киньонес, дочь Луиса де Киньонеса, 5-го графа де Луна, и Франсиски де Бомон.

- Луиза Манрике де Лара, 7-я графиня де Тревиньо, 5-я герцогиня де Нахера, 8-я графиня де Валенсия-де-Дон-Хуан. Дочь Хуана Мануэля Манрике де Лара, 4-го герцога де Нахера, и Магдалены Хирон де ла Куэвы, графини де Уренья

1. Супруг — Бернардино де Карденас (1553—1601), 3-й герцог де Македа, 3-й маркиз де Эльче. Ей наследовал их сын:

- Хорхе де Карденас и Манрике де Лара, 8-й граф де Тревиньо, 6-й герцог де Нахера, 4-й герцог де Македа, 9-й граф де Валенсия-де-Дон-Хуан, маркиз де Эльче.

1. Супруга — Изабель де ла Куэва и Энрикес (1620—1657), дочь Франсиско III Фернандеса де ла Куэвы, 7-го герцога де Альбуркерке, вице-короля Каталонии и вице-короля Сицилии. Ему наследовал его брат:

- Хайме Мануэль де Карденас и Манрике де Лара (? — 1652), 9-й граф де Тревиньо, 7-й герцог де Нахера, 5-й герцог де Македа, 10-й граф де Валенсия-де-Дон-Хуан, маркиз де Эльче, 1-й маркиз де Бельмонте.

1. Супруга — Инес Мария Рамирес де Арельяно, дочь Фелипе Рамиреса де Арельяно, 7-го графа де Агилар-де-Инестрильяс. Ему наследовал их сын:

- Франсиско Мария Манрике де Карденас, 10-й граф де Тревиньо, 8-й герцог де Нахера, 6-й герцог де Македа, 9-й граф де Валенсия-де-Дон-Хуан, маркиз де Эльче, 2-й маркиз де Бельмонте.

- Мария Тереза Антония Манрике де Мендоса, 11-я графиня де Тревиньо, дочь Марии де Карденас и Манрике де Лара, внучки 7-й графини де Тревиньо, 9-я герцогиня де Нахера, 7-я герцогиня де Македа, 12-я графиня де Валенсия-де-Дон-Хуан, маркиза де Эльче, 3-я маркиза де Бельмонте, 7-я маркиза де Каньете.

1. Супруг — Фернандо де Фаро, 5-й сеньор де Вимиейру.
2. Супруг — Хуан Антонио де Торрес и Португаль, 3-й граф де Вильядомпандо, 9-й граф де Корунья.
3. Супруг — Хуан Мария де Борха и Арагон (1621—1661), сын 7-й герцогини де Вильяэрмоса.

Ей наследовал её племянник, сын её сестры Николасы Манрике де Мендосы, которая стала женой Альфонсо Фернандеса де Веласко, 3-го графа де ла Ревилья:
- Антонио Манрике де Веласко Мендоса и Акунья (? — 1676), 12-й граф де Тревиньо 10-й герцог де Нахера, 13-й граф де Валенсия-де-Дон-Хуан, 5-й маркиз де Бельмонте-де-ла-Вега-Реаль, 8-й маркиз де Каньете, 4-й граф де ла Ревилья.

1. Супруга — Изабель де Карвахаль, дочь Мануэля де Карвахаля, 3-го маркиза де Ходар.
2. Супруга — Мария Микаэла де Техада Мендоса и Борха. Ему наследовал его сын:

- Франсиско Мигель Манрике де Мендоса и Веласко (1675—1678), 13-й граф де Тревиньо, 11-й герцог де Нахера, 9-й маркиз де Каньете, 6-й маркиз де Бельмонте, 14-й граф де Валенсия-де-Дон-Хуан, 5-й граф де Ла-Ревилья. Ему наследовала его сестра:

- Николаса Манрике де Мендоса и Веласко (1672—1710), 14-я графиня де Тревиньо, 12-я герцогиня де Нахера, 10-я маркиза де Каньете, 15-я графиня де Валенсия-де-Дон-Хуан, 6-я графиня де Ла-Ревилья, 7-я графиня де Бельмонте.

1. Супруг — Бельтран Мануэль де Гевара. Ей наследовала их дочь:

- Анна Мануэла Манрике де Гевара Мендоса и Веласко (1692—1730), 15-я графиня де Тревиньо, 13-я герцогиня де Нахера, 11-я маркиза де Каньете, 16-я графиня де Валенсия-де-Дон-Хуан, 7-я графиня де Ла-Ревилья, 8-я графиня де Бельмонте.

1. Супруг — Педро Антонио де Суньига, сын 10-го герцога де Бехар.
2. Супруг — Хосе де Москосо и Осорио, сын Луиса Марии де Москосо и Осорио, 8-го графа де Альтамира.
3. Супруг — Гаспар Портокарреро (1687—1730), 6-й маркиз де Альменара, 6-й граф де Пальма-дель-Рио. Ей наследовал её сын от первого брака:

- Хоакин Каэтано Понсе де леон Ленкастре и Карденас (? — 1743), 16-й граф де Тревиньо, 14-й герцог де Нахера, герцог де Македа, 7-й герцог де Аркос, герцог де Сьюдад-Реаль, 11-й маркиз де Сахара, 9-й маркиз де Бельмонте, 7-й граф де Касарес, 9-й граф де Байлен, маркиз де Монтемайор, маркиз де Эльче.

1. Супруга — Тереза Энрикес де Кабрера, 7-я маркиза дель-Карпио.
2. Супруга — Анна Мария Франсиска Спинола и де ла Серда. Его дети, Мануэль Понсе де Леон и Кабрера и Франсиско Понсе де Леон и Кабрера, продолжили линию герцогов де Нахера, став 15-м и 16-м герцогами де Нахера.

- Диего Исидро де Гусман и де ла Серда (1776—1849), 17-й граф де Тревиньо, 19-й герцог де Нахера, 8-й маркиз де Монтеалегре, 8-й маркиз де Кинтана-дель-Марко, 9-й граф де Кастронуэво, 9-й граф де лос Аркос, 14-й граф де Оньяте, 15-й граф де Паредес-де-Нава, 7-й маркиз де ла Лагуна-де-Камеро-Вьехо, граф де Кастаньеда, граф де Валенсия-де-Дон-Хуан, граф де Вильямедьяна, граф де Кампо-Реаль, 6-й маркиз де Гевара, 18-й маркиз де Агилар-де-Кампоо.

1. Супруга — Мария дель Пилар де ла Серда и Марин де Ресенде.
2. Супруга — Мария Магдалена Текла Кабальеро и Террерос. Ему наследовала его младшая дочь от первого брака:

- Мария дель Пилар де Гусман и де ла Серда (1811—1901), 19-я графиня де Тревиньо, 23-я герцогиня де Нахера, 12-я маркиза де Кинтана-дель-Марко, 16-я графиня де Прадес-де-Нава, 18-я графиня де Оньяте, 11-я маркиза де Монтеалегре.

1. Супруг — Хуан де Забала и де ла Пуэнте, 1-й маркиз де Сьерра-Бульонес, 3-й маркиз де ла Пуэнте и Сотомайор, 5-й маркиз де Торребланка, 6-й граф де Вильясеньор. Ей наследовал их сын:

- Хуан де Забала и Гусман (1844—1910), 20-й граф де Тревиньо, 24-й герцог де Нахера, 2-й маркиз де ла Сьерра-де-Бульонес, 12-й маркиз де Монтеалегре, 9-й маркиз де Гевара, 14-й маркиз де Кинтана-дель-Марко, 11-й граф де Кастронуэво, 19-й граф де Оньяте.

1. Супруга — Каролина Сантамарка и Донато, 2-я графиня де Сантамарка. Ему наследовала его сестра:

- Мария дель Пилар де Забала и Гусман (1840—1915), 21-я графиня де Тревиньо, 26-я герцогиня де Нахера, 4-я маркиза д Сьерра-де-Бульонес, 20-я маркиза де Агилар-де-Кампоо, 17-я маркиза де Кинтана-дель-Марко, 6-я маркиза де Торребланка, 20-я графиня де Оньяте, 19-я графиня де Паредес-де-Нава, 10-я графиня де Кастаньеда.

1. Супруг — Вентура Гарсия-Санчо и Ибаррондо (1837—1914), 1-й граф де Консуэгра. Ей наследовала их дочь:

- Мария дель Пилар Гарсия-Санчо и Забала (1864—1916), 22-я графиня де Тревиньо, 27-я герцогиня де Нахера, 21-я графиня де Оньяте, 12-я маркиза де Агилар-де-Кампоо, 5-я маркиза де Сьерра-де-Бульонес, 7-я маркиза де Торребланка, 18-я маркиза де Кинтана-дель-Марко, 11-я графиня де Кастаньеда, 21-я графиня де Паредес-де-Нава, 2-я графиня де Консуэгра.

1. Супруг — Леопольдо Травеседо и Фернандес-Касарьего. Ей наследовал их сын:

- Хуан Баутиста Травеседо и Гарсия-Санчо (1890—1965), 23-й граф де Тревиньо, 28-й герцог де Нахера, 10-й граф де Кампо-Реаль, 22-й граф де Оньяте, 19-й маркиз де Кинтана-дель-Марко, 8-й маркиз де Торребланка.

1. Супруга — Мария дель Кармен Мартинес де ла Ривас и Ричардсон (1899 — ?). Ему наследовал их сын:

- Хуан де Травеседо и Мартинес де ла Ривас (1923—1996), 24-й граф де Тревиньо, 29-й герцог де Нахера, 20-й маркиз де Кинтана-дель-Марко, 14-й граф де Кастронуэво, 23-й граф де Паредес-де-Нава, 23-й граф де Оньяте, 11-й граф де Кампо-Реаль, 4-й граф де Консуэгра.

1. Супруга — Эулалия Колон де Карвахаль. Ему наследовал их сын:

- Хуан де Травеседо и Колон де Карвахаль (1949—2003), 25-й граф де Тревиньо, 30-й герцог де Нахера, 21-й маркиз де Кинтана-дель-Марко, 23-й граф де Оньяте, 24-й граф де Паредес-де-Нава, 5-й граф де Консуэгра.

1. Супруга — Анна Мария Хулия и Диес де Ривера. Его сменил его сын:

- Игнасио де Травеседо и Хулия (род. 1974), 26-й граф де Тревиньо с 2003 года

1. Супруга с 2005 года Анхелес Дельгадо Аскета.